# کیک دوبرژ
کیک دوبرژ (انگلیسی: Doberge cake) یک دسر کیک لایه‌ای است که توسط قنادی نیواورلئانی از مدل کیک دوبوش اقتباس شد. این کیک معمولاً با ترکیبی از نصف پودینگ لیمو و نصف پودینگ شکلات تهیه و در یک لایه نازکی از کرم کره پوشیده می‌شود. به‌طور معمول این کیک شش لایه‌ای و در مزه‌های سنتی شکلات، لیمو و کارامل پخته می‌شود.